# Eupithecia consortaria
Eupithecia consortaria är en fjärilsart som beskrevs av John Henry Leech 1897. Eupithecia consortaria ingår i släktet Eupithecia och familjen mätare. Inga underarter finns listade i Catalogue of Life.